# Ketchaoua
Ketchaoua ist ein Jazzalbum von Clifford Thornton. Die am 18. August 1969 in Paris entstandenen Aufnahmen erschienen 1969 auf BYG Actuel. 2023 wurde das Album erstmals in CD-Form wiederveröffentlicht.

## Hintergrund
Nachdem Clifford Thornton im Juli 1969 mit Archie Shepp beim panafrikanischen Kulturfestival in Algier aufgetreten war, nahm der afroamerikanische Trompeter und Kornettist im folgenden Monat in Paris eine Reihe seiner eigenen Kompositionen auf. Das Ergebnis war die LP Ketchaoua. Clifford Thorntons Band bestand aus seinen Landsleuten, den Saxophonisten Archie Shepp und Arthur Jones, dem Schlagzeuger Sunny Murray, dem Posaunisten Grachan Moncur III, dem Pianisten Dave Burrell und dem Bassisten Earl Freeman; hinzu kam der französische Bassist Beb Guérin. Bei den großen Ensemblestücken („Ketchaoua“ und „Pan African Festival“) wird Thornton von Grachan Moncur III, Archie Shepp (Sopransaxophon), Arthur Jones, Dave Burrell, Beb Guerin, Earl Freeman und Sunny Murray begleitet. Ansonsten wird „Brotherhood“, ein Stück für Quintett, von Thornton, Jones, Guerin, Freeman und diesmal dem Schlagzeuger Claude Delcloo gespielt, während bei „Speak with Your Echo“ nur die beiden Bassisten (Guérin und Freeman) Thorntons Kornett begleiten.
Der Titel des Albums bezieht sich auf die beeindruckende Ketschawa-Moschee in Algier, die zahllose Pilger aus aller Welt anzieht. Das Album wurde von Ezz-Thetics, einem Imprint von HatHut Records, als Teil der 2023 erschienenen Kompilation Clifford Thornton Ketchaoua to Scorpio By Arthur Jones Revisited neu aufgelegt, zusammen mit dem Arthur-Jones-Album Scorpio aus dem Jahr 1971.

## Titelliste
- Clifford Thornton: Ketchaoua (BYG Records 529.323, Actuel 23)[2]

1. Ketchaoua – 12:32
2. Pan African Festival – 7:47
3. Brotherhood – 10:43
4. Speak with Your Echo (And Call This Dialogue) – 9:10

Die Kompositionen stammen von Clifford Thornton.

## Rezeption
Brandon Burke verlieh dem Album in Allmusic vier Sterne und schrieb, Clifford Thorntons einziger BYG-Actuel-Auftritt als Bandleader sei, wie viele andere in dieser BYG-Reihe, eine All-Star-Bläser-Session, die die damalige Zeit sehr charakterisiere. Dies sei sehr freie Musik und, abgesehen von einer Handvoll notierter Passagen, fast vollständig improvisiert. Einige der Top-Spieler der Szene würden hier in verschiedenen Gruppen auftreten. „Speak with Your Echo“ sei besonders unterhaltsam und erinnere vielleicht an Arthur Jones’ fantastische Ballade „Brother B“ von seiner eigenen LP Scorpio. Manchmal würden die Ensemblestücke wie ein „panafrikanischer Morton Feldman“ und manchmal wie ein verschwommener, psychedelischer Post-Bop klingen. Fans grüblerischer und nachdenklicher improvisierter Musik werden hier viel Freude haben. Tatsächlich würden viele behaupten, dass dies die beste LP unter Thorntons Leitung sei.
Nach Ansicht von Alberto Bazzurro, der das Album in All About Jazz rezensierte, sei Clifford Thornton eine dieser Figuren, die viel zu lange in den Nischen der Mythologie geblieben sind (dies sage er natürlich ohne ironische Absichten), und noch mehr der fast unbekannte Altsaxophonist Arthur Jones. Die Wiederveröffentlichung ihrer Alben beleuchte am besten die Reichhaltigkeit der Beiträge, im Fall von Thornton in Formationen vom Oktett bis zum Trio. Die Musik würde auf einem mehr als bemerkenswerten Niveau befinden, ein paradigmatisches Zeugnis des Klimas (und des kreativen Eifers), das damals herrschte, auch aufgrund der Länge der Stücke (die zwischen siebeneinhalb und gut 13 Minuten schwankten), die es den Musikern ermöglichten, so viel einzubringen, insbesondere im Zeichen [einer Haltung zur] Weltmusik, die zu dieser Zeit (im Jahr 1969) riesige Fortschritte machte. Kurz gesagt, sei dieses LP ein großartiges Fest der Musik.